# Cristian Espinoza
Cristian Espinoza (Buenos Aires, 1995. április 3. –) argentin korosztályos válogatott labdarúgó, az amerikai San Jose Earthquakes csatára és csapatkapitánya.

## Pályafutása

### Klubcsapatokban
Espinoza az argentin fővárosban, Buenos Airesben született. Az ifjúsági pályafutását a helyi Huracán akadémiájánál kezdte.
2013-ban mutatkozott be a Huracán felnőtt keretében. 2016-ban a spanyol Villarreal szerződtette. 2016 és 2019 között az Alavés és a Valladolid, illetve az argentin Boca Juniors és az amerikai San Jose Earthquakes csapatát erősítette kölcsönben. A lehetőséggel élve, 2020. január 1-jén az amerikai klubhoz igazolt. Először a 2020. február 29-ei, Toronto ellen 2–2-es döntetlennel zárult mérkőzésen lépett pályára. Első gólját 2020. július 20-án, a Chicago Fire ellen 2–0-ra megnyert találkozón szerezte meg. 2022. április 24-én, a Seatlle Sounders ellen hazai pályán 4–3-as győzelemmel zárult bajnokin megszerezte első mesterhármast a klub színiben.

### A válogatottban
Espinoza tagja volt az U20-as válogatottnak, illetve a 2016-os olimpiára küldött argentin labdarúgócsapatnak is.

## Statisztikák
2023. június 25. szerint
| Klub                              | Szezon   | Osztály          | Bajnokság | Bajnokság | Kupa  | Kupa | Nemzetközi | Nemzetközi | Összesen | Összesen |
| Klub                              | Szezon   | Osztály          | Meccs     | Gól       | Meccs | Gól  | Meccs      | Gól        | Meccs    | Gól      |
| --------------------------------- | -------- | ---------------- | --------- | --------- | ----- | ---- | ---------- | ---------- | -------- | -------- |
| Alavés (kölcsönben)               | 2016–17  | La Liga          | 6         | 0         | 2     | 0    | —          | —          | 8        | 0        |
| Valladolid (kölcsönben)           | 2016–17  | Segunda División | 10        | 0         | 0     | 0    | —          | —          | 10       | 0        |
| Boca Juniors (kölcsönben)         | 2017–18  | Superliga        | 11        | 0         | 0     | 0    | —          | —          | 11       | 0        |
| Boca Juniors (kölcsönben)         | 2018–19  | Superliga        | 4         | 2         | 0     | 0    | 2          | 0          | 6        | 2        |
| Boca Juniors (kölcsönben)         | Összesen | Összesen         | 15        | 2         | 0     | 0    | 2          | 0          | 17       | 2        |
| San Jose Earthquakes (kölcsönben) | 2019     | MLS              | 30        | 2         | 2     | 1    | —          | —          | 32       | 3        |
| San Jose Earthquakes              | 2020     | MLS              | 26        | 4         | 0     | 0    | —          | —          | 26       | 4        |
| San Jose Earthquakes              | 2021     | MLS              | 32        | 3         | 0     | 0    | —          | —          | 32       | 3        |
| San Jose Earthquakes              | 2022     | MLS              | 34        | 7         | 2     | 0    | —          | —          | 36       | 7        |
| San Jose Earthquakes              | 2023     | MLS              | 20        | 8         | 1     | 0    | —          | —          | 21       | 8        |
| San Jose Earthquakes              | Összesen | Összesen         | 142       | 24        | 5     | 1    | 0          | 0          | 147      | 25       |
| Összesen                          | Összesen | Összesen         | 173       | 26        | 7     | 1    | 2          | 0          | 182      | 27       |

## Sikerei, díjai
Egyéni
- MLS All-Stars: 2023